# Duvel
La Duvel è una birra chiara di fermentazione alta trattata dall'industria della birra Duvel Moortgat in Belgio. Rappresenta l'85% della produzione di questa industria, che produce anche la birra Maredsous. È una birra in stile Golden Strong Ale, con l'8,5% di alcool (vol). L'etichetta raccomanda di servirla ad una temperatura tra 6 e 10 °C (anche se alcuni con le birre di fermentazione alta piuttosto la servono a temperatura di cantina, tra 12 e 14 °C). Produce una schiuma particolarmente ricca, e così l'industria della birra ha preparato un bicchiere speciale per metterla in risalto.

## Storia
- Verso il 1918, Albert Moortgat decise di fabbricare una birra con il nome di Victory-Ale (birra inglese della vittoria) alla fine della prima guerra mondiale.
- Nel 1923, uno dei suoi amici fiamminghi un giorno giudica la birra e dice:  Victory-Ale de nen echten duvel ("di un vero diavolo" in  fiammingo) e la birra viene ribattezzata Duvel (diavolo, per l'appunto). Il successo di questa birra, ispira poi numerose concorrenti, fra cui le birre belghe Judas, Satan, Lucifer,[2] e le birre francesi Belzébuth, e La bière du Démon.
- Nel 1963 la birra Duvel viene fabbricata e commercializzata dall'industria della birra Moortgat, a Breendonk, in Belgio a 10 km al nord di Bruxelles.
- Nell'autunno del 2007, Duvel tratta per la prima volta nella sua storia un'alternativa della sua birra famosa, la Duvel Triple Houblon. Questa versione di una delle birre belghe ad alta fermentazione più coronate rischia di diventare un oggetto di raccolta molto ambito. Tenuto conto del suo processo di fabbricazione delicato e degli ingredienti preziosi utilizzati, questa birra sarà prodotta soltanto in numero limitato: un solo serbatoio da 165 ettolitri, cioè 22.000 bottiglie di 75 cl.[3]

## Gusto

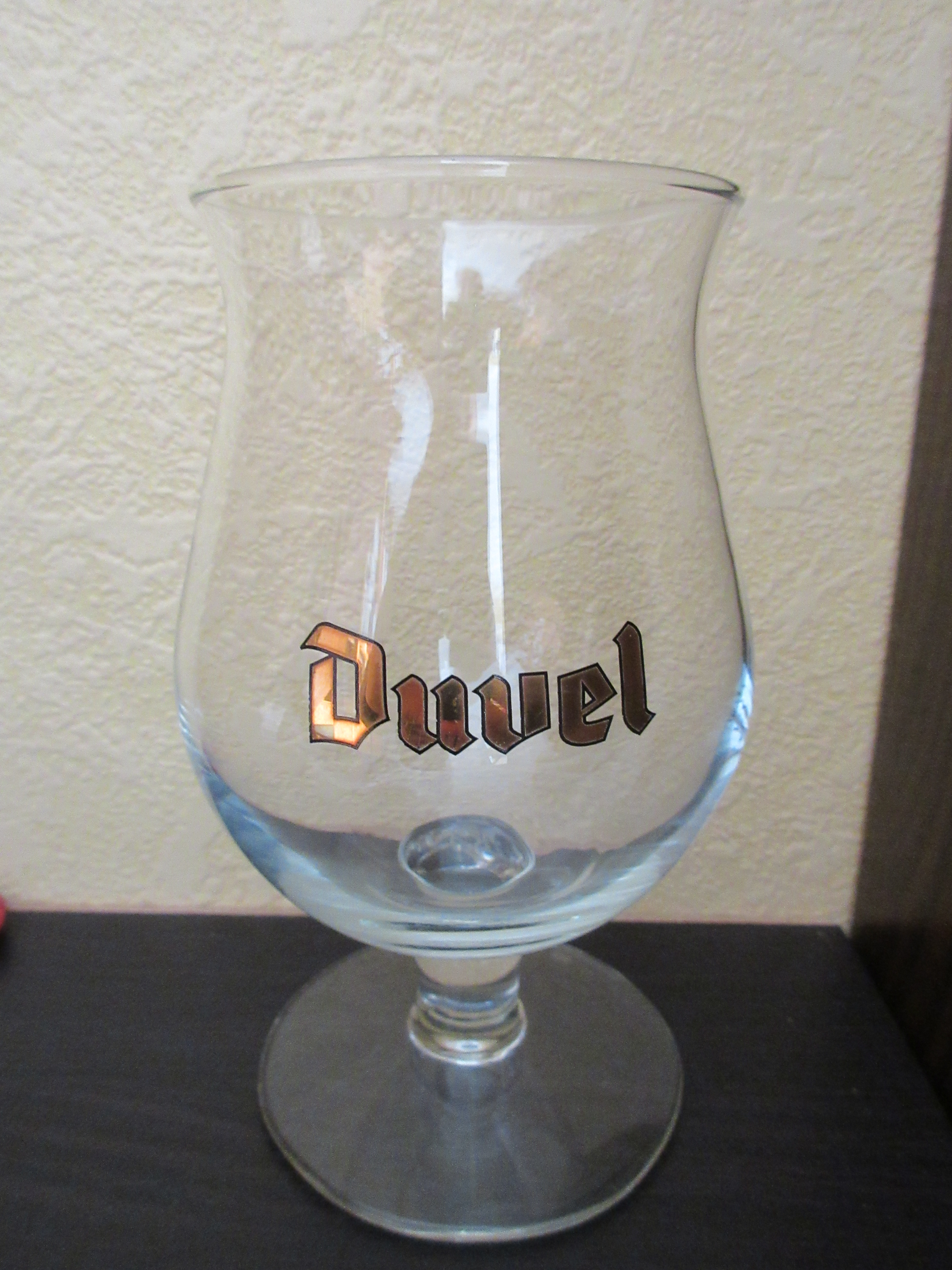
Bicchiere speciale

Duvel è caratterizzata dal suo aroma al gusto di frutta e secco che ricorda la pera. Quest'aroma si spiega con l'uso di luppoli di qualità superiore. Il suo gusto d'alcool secco e morbido ne fa una birra facile da bere dove il luppolo è presente in modo preminente. L'equilibrio tra un aroma fine ed un'amarezza sottile conferisce alla Duvel una posizione unica nella tradizione ricca delle birre belghe.

## Prodotti
La birra Duvel è prodotta anche in altre versioni:
- Maredsous
- Bel Pils
- Steendonk
- Bernard
- Ommegang
- Vedett
- Achouffe